# Live and Learn (The Cardigans)
Live and Learn è un singolo del gruppo musicale svedese The Cardigans, pubblicato nel 2003 ed estratto dall'album Long Gone Before Daylight.

## Tracce
- CD

1. Live and Learn
2. If There Is a Chance

- Maxi Singolo

1. Live and Learn
2. If There Is a Chance
3. Changes (BBC Radio 2 Session)
4. My Favourite Game (BBC Radio 2 Session)